# Kenia en los Juegos Paralímpicos de París 2024
Kenia estuvo representada en los Juegos Paralímpicos de París 2024 por trece deportistas, ocho mujeres y cinco hombres.

## Medallistas
El equipo paralímpico keniano obtuvo las siguientes medallas:
| Nombre       | Deporte   | Evento                          |
| ------------ | --------- | ------------------------------- |
| Oro          |           |                                 |
| —            |           |                                 |
| Plata        |           |                                 |
| Samson Opiyo | Atletismo | Salto de longitud T37 masculino |
| Bronce       |           |                                 |
| —            |           |                                 |